# Alessandro Adimari
Pour les articles homonymes, voir Adimari.
Alessandro Adimari (né à Florence en 1579 et mort dans la même ville en 1649) est un philologue et poète italien du XVIe siècle.

## Biographie
Né à Florence en 1579, Alessandro appartenait à l'ancienne famille des Adimari, qui était déjà noble, nombreuse et puissante lors de la fondation de la ville de Florence, en 1010, après la destruction de Fiesole, et qui ne s’est éteinte qu’en 1736.
Alessandro fit paraître, depuis 1637 jusqu’en 1642, six Recueils de cinquante sonnets chacun, sous les noms de six des neuf Muses, Terpsichore, Clio, Melpomène, Calliope, Uranie et Polymnie. On retrouve dans ses poésies les traits caractéristiques de la tradition poétique mariniste : un goût typiquement baroque de la complication, de l’étrange, voire de l’aberrant, s’exprimant dans un langage foisonnant d’analogies et de concetti.
Très-savant dans la langue grecque, il entreprit de traduire Pindare. Les vers de cette traduction, qui parut en 1631, à Pise, in-4°, sont faibles, et Apostolo Zeno a dit avec raison : « Je cherche Pindare dans Adimari, et je ne le trouve pas ; » mais il y joignit des notes savantes, et d’autres explications utiles pour l’intelligence du texte, entre autres des arguments qui précédent les odes, et des synopsis, ou tableaux qui présentent aux yeux du lecteur le plan qu’a suivi le poète, et l’ordre qui règne dans son désordre apparent. Il en avait emprunté l’idée, et même l’exécution entière, d’Erasmus Schmidt, dont la traduction latine, avec des synopsis tout semblables, avait paru en 1616. Adimari, dans son avis aux lecteurs, dit bien que l’ouvrage de Schmidt lui a été donné, ainsi que plusieurs autres, pour l’aider dans son travail ; mais il ajoute qu’il ne lui est parvenu que lorsque ce travail, commencé depuis seize années, était presque fini, et il ne dit rien de ces tableaux synoptiques qu’il a entièrement copiés.
Adimari fut fort estimé de ses contemporains, et fut membre de plusieurs académies : Il se fit distinguer dans l’Académie Florentine, dans celles des Alterati et des Incogniti, et même dans l’Accademia dei Lincei,. Il mourut à Florence en 1649, âgé de soixante-dix ans, s’étant acquis une grande réputation par ses Poésies, qui sont la plus considérable partie de ses Ouvrages.

## Œuvres
- (it) Alessandro Adimari, Ode Di Pindaro Antichissimo Poeta: Cioè, Olimpie & Pithie & Nemee & Istmie Tradotte in Parafrasi, & in Rima Toscana Da Alessandro Adimari, e dichiarate dal medesimo. Con osseruazioni, e confronti d'alcuni luoghi immitati, ò tocchi Da Orazio Flacco, Pisa, nella stamperia di Francesco Tanagli, 1631 (lire en ligne)